# Fontoy
Fontoy (fràncic lorenès Fensch) és un municipi francès situat al departament del Mosel·la i a la regió del Gran Est. L'any 2007 tenia 3.069 habitants.

## Demografia

### Població
El 2007 la població de fet de Fontoy era de 3.069 persones. Hi havia 1.252 famílies, de les quals 340 eren unipersonals (164 homes vivint sols i 176 dones vivint soles), 392 parelles sense fills, 384 parelles amb fills i 136 famílies monoparentals amb fills.
La població ha evolucionat segons el següent gràfic:
Habitants censats

### Habitatges
El 2007 hi havia 1.364 habitatges, 1.265 eren l'habitatge principal de la família i 99 estaven desocupats. 875 eren cases i 478 eren apartaments. Dels 1.265 habitatges principals, 888 estaven ocupats pels seus propietaris, 340 estaven llogats i ocupats pels llogaters i 37 estaven cedits a títol gratuït; 8 tenien una cambra, 79 en tenien dues, 233 en tenien tres, 338 en tenien quatre i 607 en tenien cinc o més. 839 habitatges disposaven pel capbaix d'una plaça de pàrquing. A 534 habitatges hi havia un automòbil i a 513 n'hi havia dos o més.

### Piràmide de població
La piràmide de població per edats i sexe el 2009 era:
| Homes | Edats   | Dones |
| ----- | ------- | ----- |
| 0     | 95 o +  | 4     |
| 0     | 90 a 94 | 8     |
| 8     | 85 a 89 | 52    |
| 4     | 80 a 84 | 16    |
| 48    | 75 a 79 | 52    |
| 96    | 70 a 74 | 116   |
| 88    | 65 a 69 | 108   |
| 112   | 60 a 64 | 108   |
| 64    | 55 a 59 | 100   |
| 112   | 50 a 54 | 96    |
| 96    | 45 a 49 | 124   |
| 120   | 40 a 44 | 124   |
| 88    | 35 a 39 | 80    |
| 120   | 30 a 34 | 104   |
| 136   | 25 a 29 | 128   |
| 76    | 20 a 24 | 72    |
| 80    | 15 a 19 | 72    |
| 92    | 10 a 14 | 72    |
| 92    | 5 a 9   | 80    |
| 88    | 0 a 4   | 60    |

## Economia
El 2007 la població en edat de treballar era de 1.932 persones, 1.349 eren actives i 583 eren inactives. De les 1.349 persones actives 1.215 estaven ocupades (682 homes i 533 dones) i 134 estaven aturades (60 homes i 74 dones). De les 583 persones inactives 179 estaven jubilades, 166 estaven estudiant i 238 estaven classificades com a «altres inactius».

### Ingressos
El 2009 a Fontoy hi havia 1.265 unitats fiscals que integraven 3.046,5 persones, la mediana anual d'ingressos fiscals per persona era de 17.039 €.

### Activitats econòmiques
Dels 111 establiments que hi havia el 2007, 4 eren d'empreses extractives, 2 d'empreses alimentàries, 1 d'una empresa de fabricació de material elèctric, 9 d'empreses de fabricació d'altres productes industrials, 12 d'empreses de construcció, 31 d'empreses de comerç i reparació d'automòbils, 5 d'empreses de transport, 8 d'empreses d'hostatgeria i restauració, 2 d'empreses d'informació i comunicació, 8 d'empreses financeres, 1 d'una empresa immobiliària, 11 d'empreses de serveis, 11 d'entitats de l'administració pública i 6 d'empreses classificades com a «altres activitats de serveis».
Dels 35 establiments de servei als particulars que hi havia el 2009, 1 era una oficina d'administració d'Hisenda pública, 1 gendarmeria, 1 oficina de correu, 4 oficines bancàries, 6 tallers de reparació d'automòbils i de material agrícola, 1 taller d'inspecció tècnica de vehicles, 1 autoescola, 2 paletes, 3 guixaires pintors, 2 lampisteries, 1 electricista, 2 empreses de construcció, 4 perruqueries, 4 restaurants i 2 salons de bellesa.
Dels 7 establiments comercials que hi havia el 2009, 1 era un hipermercat, 1 una botiga de més de 120 m², 1 una botiga de menys de 120 m², 1 una fleca, 1 una sabateria, 1 una botiga de mobles i 1 una joieria.
L'any 2000 a Fontoy hi havia 6 explotacions agrícoles.

## Equipaments sanitaris i escolars
El 2009 hi havia 1 centre de salut, 1 farmàcia i 1 ambulància.
El 2009 hi havia 2 escoles maternals i 1 escola elemental. Fontoy disposava d'un col·legi d'educació secundària amb 412 alumnes.

## Poblacions més properes
El següent diagrama mostra les poblacions més properes.